# District de Chiping
Le district de Chiping (茌平区 ; pinyin : Chípíng Qū) est un district administratif de la province du Shandong en Chine. Il est placé sous la juridiction de la ville-préfecture de Liaocheng.

## Démographie
La population du district était de 565 756 habitants en 1999.